# Le ragioni del cuore (album)
Le ragioni del cuore è la terza raccolta discografica del cantautore italiano Raf, pubblicata nel 2012 dalla Sony Music.

## Descrizione
Si tratta di brani incisi in precedenza che nell'occasione sono stati ricantati, risuonati e riarrangiati in versione elettropop, con l'aggiunta di due inediti, Le ragioni del cuore ed In questa notte.
Il brano Salta più alto è rifatto in chiave house e dance pop, con la voce di Entics.

## Tracce
1. Le ragioni del cuore (inedito) – 4:12 (Raf)
2. In questa notte (inedito) – 3:42 (Raf)
3. Infinito – 4:57 (Raf)
4. In tutti i miei giorni – 4:36 (Raf)
5. Non è mai un errore – 4:27 (Raf, Saverio Grandi, Pacifico)
6. Per tutto il tempo – 4:02 (Raf, Gianfranco Grottoli, Andrea Vaschetti)
7. Due – 5:04 (Cheope, Raf)
8. Sei la più bella del mondo – 3:48 (Raf)
9. Controsenso – 4:45 (Raf, Gimmi Santucci, Antonio Iammarino)
10. Dimentica – 4:13 (Raf, Saverio Grandi)
11. Battito animale – 4:50 (Cheope, Raf)
12. Iperbole – 4:56 (Raf)
13. Salta più alto – 3:56 (Raf) – con Entics

## Formazione
- Raf - voce, programmazione, sintetizzatore, tastiera
- Cesare Chiodo - basso
- Andrea Pesce - tastiera, pianoforte
- Stefano Bechini - sintetizzatore, programmazione